# Procynosuchus
Procynosuchus és un gènere extint de cinodonts basals que visqueren durant el Permià superior i el Triàsic inferior. Se n'han trobat restes fòssils a Alemanya, Sud-àfrica, Zàmbia i, més recentment, a Rússia. Feien aproximadament 60 cm de llargada. Les espècies d'aquest gènere tenien molts caràcters primitius, però també presentaven caràcters que els distingien de la resta de teràpsids primerencs. S'ha suggerit que alguns d'aquests trets podrien haver estat adaptacions a un estil de vida semiaquàtic.